# Robin Janvrin, Baron Janvrin

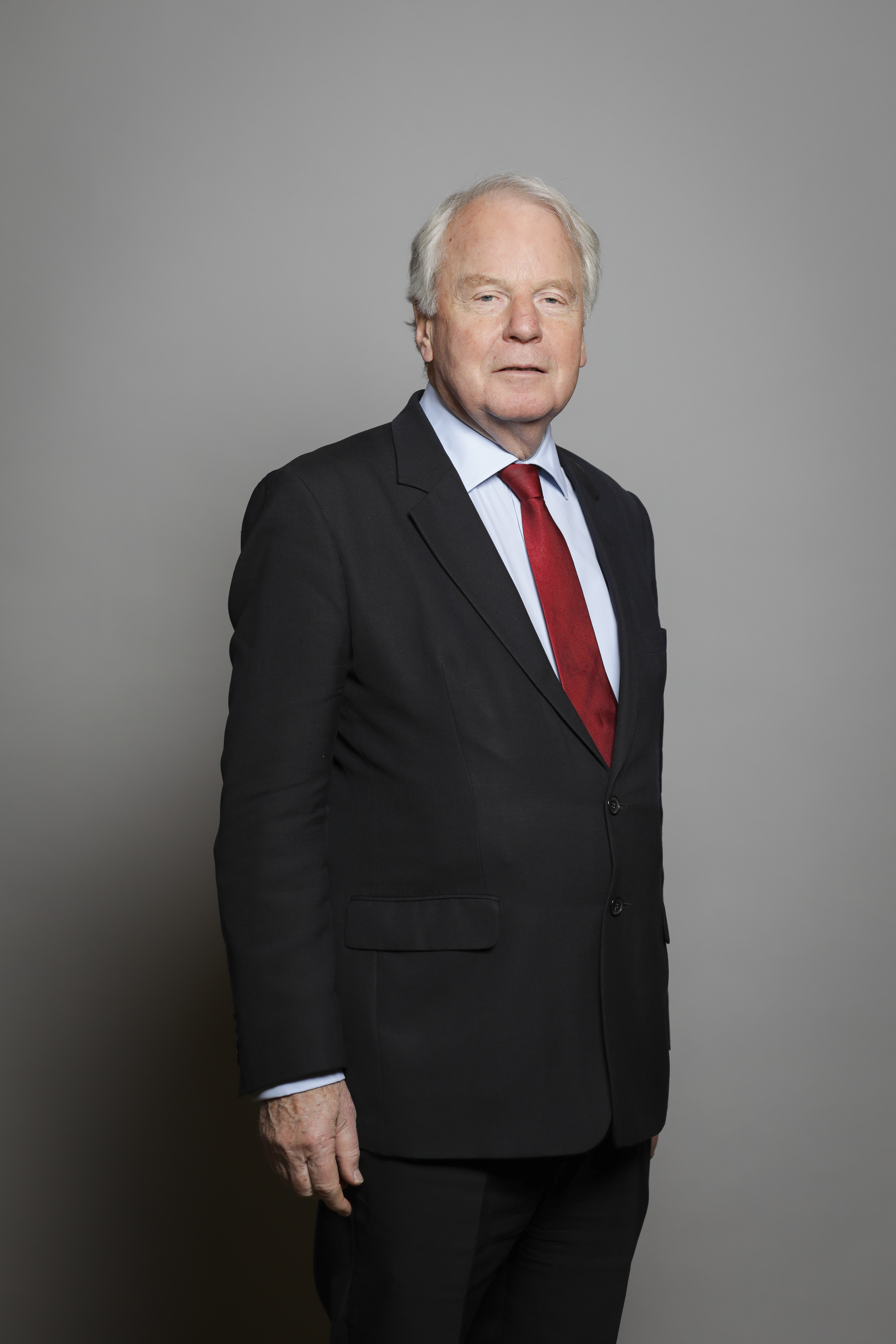
Robin Janvrin, Baron Janvrin (2019)

Robin Berry Janvrin, Baron Janvrin GCB GCVO QSO PC (* 20. September 1946 in Cheltenham, Gloucestershire) ist ein britischer Diplomat, Wirtschaftsmanager und Politiker, der zwischen 1999 und 2007 Privatsekretär von Königin Elisabeth II. war und seit 2007 als Life Peer Mitglied des House of Lords ist.

## Leben

### Seeoffizier und Diplomat
Nach dem Besuch des Marlborough College trat Janvrin, Sohn des späteren Vizeadmirals Richard Janvrin, 1964 in die Royal Navy ein und absolvierte zunächst das Britannia Royal Naval College in Dartmouth, ehe er anschließend 1965 Verwendung auf dem Schweren Kreuzer HMS Devonshire (D02) und dann 1970 auf der Flugabwehrfregatte HMS Lynx (F27) fand. Zwischenzeitlich absolvierte er ein Studium am Brasenose College der University of Oxford und schloss dieses 1969 mit einem Bachelor of Arts (B.A.) mit Auszeichnung ab. Am 4. März 1971 erfolgte seine Beförderung zum Lieutenant. Nachdem er zwischen 1973 bund 1974 in dem HMS Ganges genannten Marineausbildungszentrum (Royal Naval Training Establishment) in Shotley bei Ipswich tätig gewesen war, folgte ein weiterer Einsatz in dem HMS Royal Arthur genannten Marineausbildungszentrum in Corsham.
Nach seinem Ausscheiden aus dem aktiven Militärdienst trat Janvrin 1975 als Diplomat in das Foreign and Commonwealth Office (FCO) ein und wurde 1975 Zweiter Sekretär sowie 1976 Erster Sekretär an der Ständigen Vertretung bei der NATO. 1978 kehrte er ins Außenministerium zurück und wechselte 1981 als Erster Sekretär in das Hochkommissariat in Indien, ehe er 1984 wieder Mitarbeiter im FCO wurde. Zuletzt war er zwischen 1985 und 1987 Rat und stellvertretender Leiter der Personalabteilung des Außenministeriums.

### Aufstieg zum Privatsekretär der Queen und Oberhausmitglied
1987 schied Janvrin, der 1983 als Lieutenant des Royal Victorian Order ausgezeichnet wurde, aus dem diplomatischen Dienst aus und wechselte in den Mitarbeiterstab von Königin Elisabeth II., wo er zuerst zwischen 1987 und 1990 Pressesekretär war. Im Anschluss war er von 1990 bis 1995 Assistent des Privatsekretär der Königin, Robert Fellowes, und wurde 1994 Commander des Royal Victorian Order. Daraufhin fungierte er zwischen 1996 und 1999 als Stellvertreter des Privatsekretär Fellowes. Während dieser Zeit wurde er 1997 als Companion des Order of the Bath ausgezeichnet und 1998 als Knight Commander des Royal Victorian Order geadelt, woraufhin er fortan den Namenszusatz „Sir“ führte. Zugleich wurde er 1998 auch Privy Councillor.
Im Februar 1999 wurde Janvrin als Nachfolger von Robert Fellowes schließlich selbst Privatsekretär von Königin Elisabeth II. und übte dieses Amt acht Jahre lang bis zu seiner Ablösung durch Christopher Geidt im September 2007 aus. Für seine Verdienste im Dienste ihrer Majestät wurde er 2003 Knight Commander des Order of the Bath sowie 2007 zum Knight Grand Cross des Order of the Bath und zum Knight Grand Cross des Royal Victorian Order geschlagen.
Nach Beendigung seiner Tätigkeit als königlicher Privatsekretär wurde Janvrin durch ein Letters Patent vom 10. Oktober 2007 als Baron Janvrin, of Chalford Hill in the County of Gloucestershire, zum Life Peer erhoben. Kurz darauf erfolgte am 18. Oktober 2007 seine Einführung als Mitglied des House of Lords. Im Oberhaus gehört er zur Fraktion der Crossbencher.
In der Folgezeit wirkte Lord Janvrin, dem 2008 der Queen’s Service Order verliehen wurde, als stellvertretender Vorstandsvorsitzender der britischen HSBC Private Bank sowie Trustee der National Portrait Gallery. Von etwa 2010 bis 2016 war er Vorsitzender der Royal Foundation of The Duke and Duchess of Cambridge and Prince Harry.

## Trivia
Janvrin wurde in Stephen Frears’ Film Die Queen (2006) von Roger Allam dargestellt. Janvrin ist hier bereits 1997 der erste Privatsekretär der Queen, obwohl er die Stellung erst zwei Jahre später innehatte. Anscheinend geschah dies aufgrund der Tatsache, dass der eigentliche Privatsekretär Robert Fellowes, mit einer Schwester der verstorbenen Prinzessin Diana verheiratet ist. Dies hätte ggf. zu Komplikationen für den Handlungsablauf geführt.